# Raimondo D'Inzeo
Raimondo D'Inzeo (Poggio Mirteto, 8 febbraio 1925 – Roma, 15 novembre 2013) è stato un cavaliere italiano, ufficiale dei Carabinieri, laureatosi campione olimpico ai Giochi di Roma 1960 e due volte campione del mondo nel 1956 e nel 1960.
Con otto presenze ai Giochi olimpici, è l'atleta italiano che vanta il maggior numero di partecipazioni, alla pari con il fratello Piero, con Giovanni Pellielo e con Josefa Idem (che però ha disputato le prime due Olimpiadi sotto la bandiera della Germania Ovest).

## Biografia

### Carriera sportiva
Raimondo e il fratello maggiore Piero D'Inzeo, anch'egli cavaliere e ufficiale di cavalleria con il grado di colonnello, sono stati i primi atleti a partecipare a otto edizioni consecutive dei Giochi olimpici, dal 1948 al 1976.
In campo internazionale, i due sono stati chiamati "i fratelli invincibili" dell'equitazione italiana. Hanno partecipato vittoriosamente a numerose gare in Italia e all'estero, e il loro punto di maggior gloria è stato quello raggiunto nei Giochi olimpici del 1960, a Roma, quando Raimondo conquistò la medaglia d'oro e Piero la medaglia d'argento nel Gran Premio di salto ostacoli.
È stato inoltre portabandiera azzurro ai Giochi della XIX Olimpiade di Città del Messico del 1968.
In totale ha conquistato un oro, due argenti e tre bronzi olimpici, a cui si aggiungono due ori, un argento e un bronzo mondiali.

### Carriera militare
Ufficiale dell'Arma dei Carabinieri fino al grado di colonnello, nella sua carriera militare è stato comandante del Gruppo Squadroni "Pastrengo", autore di numerosi caroselli storici dell'Arma dei Carabinieri e in seguito primo comandante del centro ippico del 4º Reggimento carabinieri a cavallo e cavaliere italiano, specialista nella disciplina del salto ostacoli. È stato poi nominato generale di divisione del ruolo d'onore.
Cessata l'attività agonistica, è stato presidente onorario del maneggio in cui ha sede il 4º Reggimento carabinieri a cavallo.
È ricordato anche per aver guidato una carica a cavallo, sotto il governo Tambroni, per impedire una manifestazione antifascista il 6 luglio 1960, a Roma, in piazza di Porta San Paolo. In seguito agli scontri si registrarono diversi feriti, tra cui deputati e senatori del Partito Comunista Italiano e del Partito Socialista Italiano

## I cavalli

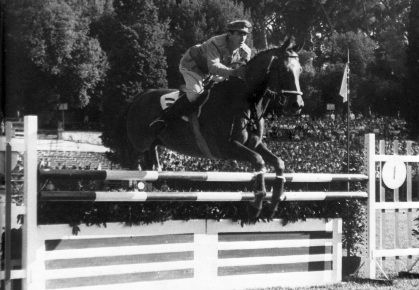
D'Inzeo in gara a Roma 1960

- Merano - argento a squadre e argento individuale a Stoccolma 1956, argento individuale ai mondiali di Aquisgrana 1955, oro individuale ai mondiali di Aquisgrana 1956
- Posillipo - bronzo a squadre, oro individuale a Roma 1960, bronzo a squadre a Tokyo 1964
- Fiorello II - bronzo a squadre a Monaco di Baviera 1972
- Gowran Girl - oro individuale ai mondiali di Venezia 1960
- Bowjak - bronzo ai mondiali di Buenos Aires 1966

## Riconoscimenti
- Nel maggio 2015, una targa a lui dedicata è stata inserita nella Walk of Fame dello sport italiano a Roma, riservata agli ex-atleti italiani che si sono distinti in campo internazionale.[4][5]